# Annefleur Schipper
Annefleur Schipper (Amsterdam, 30 september 1991) is een Nederlandse journalist, presentator en programmamaker. Naast haar eigen programma's en podcasts schuift ze ook regelmatig aan als expert over popcultuur, maatschappij- en mediagerelateerde onderwerpen bij diverse televisieprogramma's. 

## Opleiding en redactiewerk
Schipper groeide op in Kortenhoef en ging naar school op het Comenius College in Hilversum. Ze studeerde Media en Cultuur en Journalistiek aan de Universiteit van Amsterdam en volgde een minor Psychologie aan de Universiteit van Melbourne. Hierna volgde ze de researchmaster Journalistiek & Media tevens aan de Universiteit van Amsterdam. 
Sinds haar 18e werkt ze achter de schermen bij televisie. Ze was onder andere redacteur en programmamaker bij de NOS, VPRO, KRO-NCRV, (eind)redacteur en maker bij BNNVARA en werkte tevens als eindredacteur bij diverse talkshows voor de publieke omroep, waaronder bij De Wereld Draait Door.
In 2016 was Schipper genomineerd voor De Tegel (Toekomstprijs) met haar start-up The Playwall. 

## De Lesbische Liga
Sinds april 2020 maakt en presenteert Schipper de populaire NTR-podcast De Lesbische Liga, samen met 3FM-dj Vera Siemons. Zij werden in juli 2021 genomineerd voor een Pride Award van de AVROTROS en wonnen later dat jaar in oktober 2021 de Dutch Podcast Award in de categorie Media en Cultuur. In 2024 won ze de Winq Diversity Award in de categorie Media.
In 2025 wonnen ze de COC Bob Angelo Ster Van De Toekomst. 
Met de succesvolle podcast staan Siemons en Schipper ieder jaar in uitverkochte zalen met hun liveshows, zijn ze een vast onderdeel van Down The Rabbit Hole festival en organiseren ze jaarlijks feesten en evenementen rondom Pride Amsterdam. Waaronder een openbaar straatfeest. Ze interviewden in totaal 60 bekende queer vrouwen, waaronder Kristen Stewart. Als DJ is ze ook soms als duo te zien met haar collega Vera Siemons op feesten. 

## Televisiewerk
Sinds 2022 heeft Schipper een vaste wekelijkse rubriek in de talkshow Khalid & Sophie op NPO1 en is ze daar regelmatig als tafelgast te zien. Ook presenteerde ze in 2022 het dagelijkse programma Nachtgasten op NPO3 tijdens Serious Request samen met Vera Siemons. Schipper was deelnemer van De Slimste Mens (winter '22/'23) en viel net voor de finale af. Ook was ze meermaals deelnemer in Kiespijn rondom de tweede kamerverkiezing in 2023 en de Europese verkiezing in 2024.
In 2023 presenteerde Schipper samen met Mandy Woelkens het dagelijkse popculturele tv-programma 'Op De Matrix' van BNNVARA op NPO3.
Voor De Roze Filmdagen maakte ze de online interviewreeks 'Queer Film Confessions' waar ze gasten als Rik van de Westelaken, Miss Envy Peru, Rianne van Rompaey en Pete Wu interviewde.
Schipper is een veelgevraagde gast bij verschillende televisie en radioprogramma's over populaire cultuur, maatschappelijke onderwerpen, politiek en muziek. Ze was onder andere te zien bij Mediastorm, Bar Laat, I Kissed A Girl RTL (Videoland), Sophie & Jeroen, De Nieuws BV en Ons kent Ons. Ook wordt ze regelmatig als verslaggever op pad gestuurd om bekendheden te interviewen zoals Mel C, Lizzo, Björn Ulvaeus, Chloe Kelly en Sarina Wiegman.

## Het Glazen Huis
In december 2023 verzorgde Schipper samen met Vera Siemons de aftrap en afsluiting van Het Glazen Huis dat in het teken stond van ALS en plaats vond in Nijmegen.  Ze interviewden live de drie deelnemende NPO 3FM dj's, Barend van Deelen, Sophie Hijlkema en Wijnand Speelman en de Nijmeegse burgemeester Hubert Bruls. Ook deden ze onder het bedachte "Starwash" in de dagelijkse live-uitzendingen interviews met diverse artiesten en BN'ers, waaronder Anna Gimbrère en Roxy Dekker, die mede zorgden voor aantrekking van publiek en zo ook voor meer donaties. Ook in 2022 deden ze dit met het live televisieprogramma 'Nachtgasten' tevens op NPO3.

## Prijzen en erkenningen
- 2016 | Nominatie 'De Tegel' (Toekomstprijs) met The Playwall.
- 2021 | Nominatie Pride Award AvroTros met De Lesbische Liga Podcast.
- 2021 | Winnaar Dutch Podcast Award in categorie Media en Cultuur met De Lesbische Liga Podcast.
- 2024 | Winnaar Winq Diversity Award in categorie Media met De Lesbische Liga Podcast.
- 2025 | Winnaar Bob Angelo Ster van de Toekomst met De Lesbische Liga Podcast.

## Interviews en Media
- Volkskrant, 2021 | Haroon Ali | https://www.volkskrant.nl/mensen/ik-wil-laten-zien-hoe-leuk-het-is-om-lesbisch-te-zijn~ba77783e/
- NRC, 2024 | Menno Sedee | https://www.nrc.nl/nieuws/2024/09/06/bij-de-lesbische-liga-doen-ze-luchtig-over-lesbisch-zijn-a4864499
- WINQ, 2024 | Martijn Kamphorst | https://www.winq.nl/winnaar-winq-media-award-2024-de-lesbische-liga/280443
- LINDA, 2021 | Merel Westrik | https://www.youtube.com/watch?v=8biZfw026gQ&ab_channel=LINDA.